# Козелец приземистый
Козеле́ц призе́мистый, или ни́зкий (лат. Scorzonéra húmilis), — вид многолетних травянистых растений, относящийся к роду Козелец (Scorzonera) семейства Сложноцветные (Asteraceae). Типовой вид рода.

## Ботаническое описание

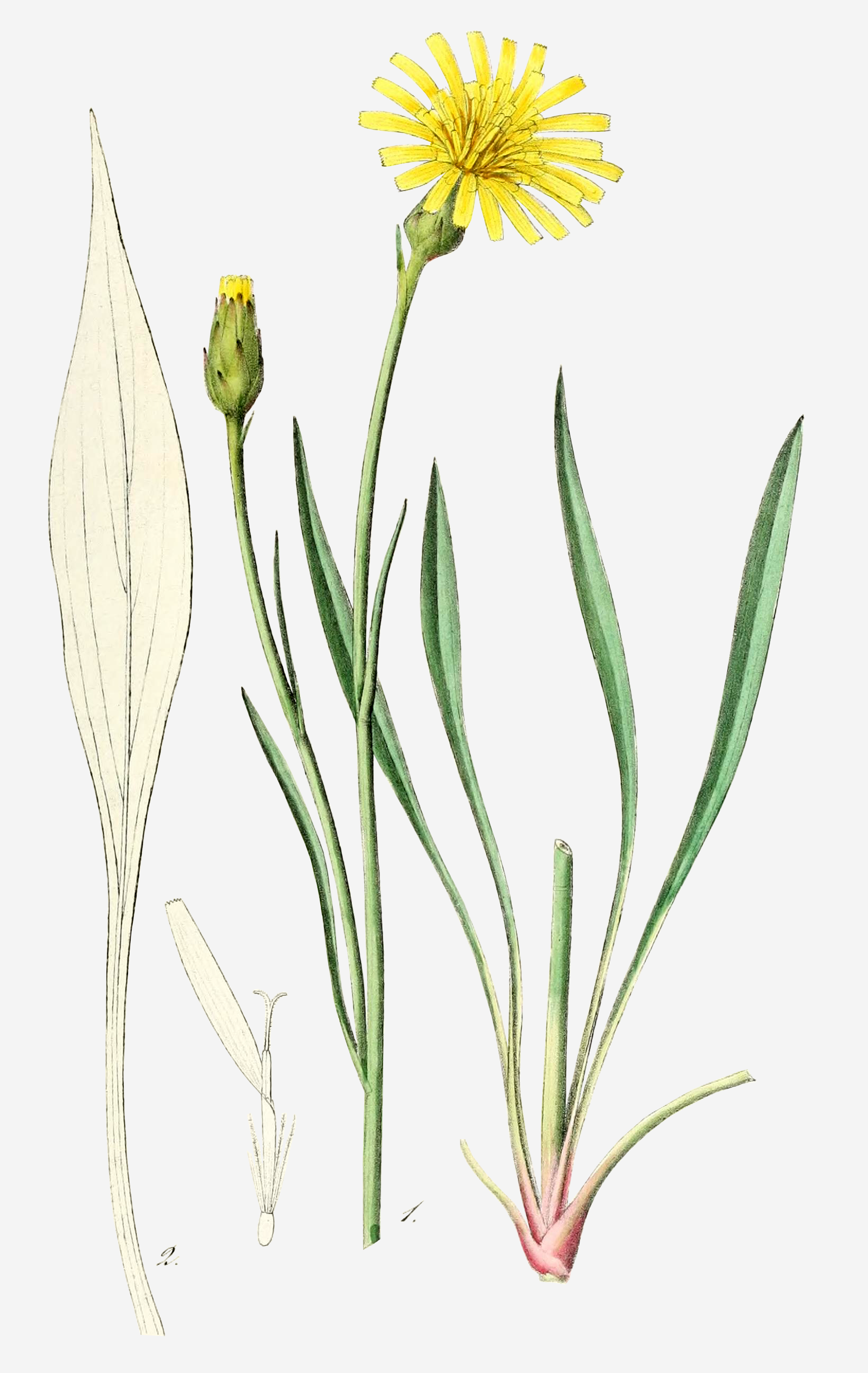

Многолетнее травянистое растение с утолщённым стержневым корнем, с одним или несколькими обычно неразветвлёнными, бороздчатыми стеблями до 25—50(120) см высотой, в молодом возрасте в той или иной степени паутинисто опушёнными.
Листья желтовато-зелёные, снизу более бледные, от линейных до яйцевидно-эллиптических, 5—30 см длиной и 0,3—3,5 см шириной, на верхушке острые до заострённых, клиновидно суженные в черешок, основание которого несколько расширенное и стеблеобъемлющее. Стеблевые листья в числе до трёх, намного уже прикорневых. Все листья в молодом возрасте несколько опушённые, затем оголяющиеся.
Корзинки одиночные на верхушке стебля, 2—3,5 см в диаметре. Обёртка многорядная, листочки её 7—30×3—4,5 мм, с тупым концом, внешние яйцевидные, внутренние продолговато-ланцетные. Цветки все язычковые, 3—6 см длиной, с жёлтым язычком, редко беловатые, краевые часто с внешней стороны язычка красноватые. Рыльца жёлтые. Цветоложе плоское, ямчатое, без чешуек.
Семянки 7—11 мм длиной, цилиндрические, с мелковыемчато-бугорчатыми рёбрами, у краевых цветков сиренево-коричневые, у внутренних — соломенно-коричневые. Хохолок из нескольких рядов грязно-беловатых перистых щетинок.
Диплоид, число хромосом 2n = 14.

## Распространение
Широко распространённое растение европейского умеренного климата. Встречается от Испании, Португалии, Франции, Великобритании до Центральной России и Кавказа. Входит в список растений Ленинградской области.

## Классификация

### Таксономия[2]
Scorzonera humilis L., 1753, Sp. Pl. : 790
Вид Козелец приземистый относится к роду Козелец относится к семейству Астровые (Asteraceae) порядка Астроцветные (Asterales). Кладограмма в соответствии с Системой APG IV по состоянию на июнь 2023 года:
|  |                                      |  |                                   |                                   |                    |  | ещё 10 семейств | ещё 10 семейств |                     |  |  |  | еще 196 подтвержденных и 88 ожидающих подтверждения видов и инфравидовых таксонов |
|  |                                      |  |                                   |                                   |                    |  | ещё 10 семейств | ещё 10 семейств |                     |  |  |  | еще 196 подтвержденных и 88 ожидающих подтверждения видов и инфравидовых таксонов |
|  |                                      |  |                                   | порядок Астроцветные              |                    |  |                 |                 | род Козелец         |  |  |  |                                                                                   |
|  |                                      |  |                                   | порядок Астроцветные              |                    |  |                 |                 | род Козелец         |  |  |  |                                                                                   |
|  | отдел Цветковые, или Покрытосеменные |  |                                   |                                   | семейство Астровые |  |                 |                 | Козелец приземистый |  |  |  |                                                                                   |
|  | отдел Цветковые, или Покрытосеменные |  |                                   |                                   | семейство Астровые |  |                 |                 |                     |  |  |  |                                                                                   |
|  |                                      |  | ещё 63 порядка цветковых растений | ещё 63 порядка цветковых растений |                    |  |                 | ещё 1787 родов  | ещё 1787 родов      |  |  |  |                                                                                   |
|  |                                      |  |                                   | ещё 63 порядка цветковых растений |                    |  |                 |                 | ещё 1787 родов      |  |  |  |                                                                                   |

## Синонимы
- Hieracium scorzoneroides  E.H.L.Krause
- Podospermum scorzoneroides  Turcz. ex DC.
- Scorzonera alpina  Pollini
- Scorzonera austriaca  Balb.
- Scorzonera bohemica  F.W.Schmidt
- Scorzonera candollei  Vis.
- Scorzonera candollei subsp. candollei
- Scorzonera candollei subsp. tenuifolia  (DC.) Nyman
- Scorzonera clusii  Asso
- Scorzonera glastifolia  Hegetschw.
- Scorzonera humilis subsp. humilis
- Scorzonera humilis subsp. tenuifolia  (DC.) Arcang.
- Scorzonera humilis var. humilis
- Scorzonera lanata  Schrank
- Scorzonera lanuginosa  Baumg.
- Scorzonera macrorhiza  Schleich.
- Scorzonera nervosa  Lam.
- Scorzonera nervosa  Gilib.
- Scorzonera plantaginea  Gaudin
- Scorzonera plantaginea var. graminifolia  Peterm.
- Scorzonera plantaginea var. plantaginea
- Scorzonera plantaginifolia  Schleich.
- Scorzonera tenuifolia  DC.
- Scorzonera tenuifolia  Schrad.